# Rick Kline
Richard C. Kline (geb. vor 1978) ist ein amerikanischer Tontechniker. Seit 1978 arbeitete er bereits an über 200 Filmen mit und wurde für elf Oscars, jeweils in der Kategorie Best Sound, nominiert. Außerdem gewann er zwei BAFTA-Awards für dieselbe Kategorie.

## Filmografie (Auswahl)
- 1983: Zeit der Zärtlichkeit[1]
- 1985: Silverado[2]
- 1987: Top Gun[3]
- 1988: Mississippi Burning[4]
- 1990: Tage des Donners[5]
- 1992: A Few Good Men[6]
- 1996: Crimson Tide[7]
- 1997: Air Force One[8]
- 1999: Die Mumie[9]
- 2000: U-571[10]
- 2005: Die Geisha[11]